# جوزپه توریانی
جوزپه توریانی (انگلیسی: Giuseppe Torriani; ۱۰ دسامبر ۱۹۰۴ – ۲۱ ژانویهٔ ۱۹۴۲) بازیکن فوتبال اهل پادشاهی ایتالیا بود.
از باشگاه‌هایی که در آن بازی کرده‌است می‌توان به باشگاه فوتبال یوونتوس و باشگاه فوتبال آ.ث. میلان اشاره کرد.